# Firdausi-Universität Maschhad
Die Firdausi-Universität Maschhad (FUM), auch Ferdousī-Universität (persisch دانشگاه فردوسى مشهد), ist eine der größten Universitäten der Provinz Razavi-Chorasan in Maschhad. Die Universität ist nach dem großen persischen Dichter und Epiker Abū l-Qāsem-e Ferdousī benannt. Sie wurde 1949 gegründet und gehört damit zu den ältesten Universitäten im Iran. Sie ist mit etwa 19.000 Studenten die größte Universität im Nordosten des Iran.
Die Universität ist Herausgeberin mehrerer Journals, darunter das Iranian Journal of Basic Medical Sciences.

## Bekannte Absolventen
- Ali Schariati (1933–1977), iranischer Soziologe
- Mohammad Mokhtari (1942–1998), iranischer Schriftsteller und Dichter
- Kazem Kazemi (* 1968), afghanischer Schriftsteller; ausgebildeter Bauingenieur